# Venanzio (console 507)
Venanzio iunior (latino: Venantius; fl. 507) è stato un politico romano durante il regno ostrogoto.

## Biografia
Venanzio era figlio di Pietro Marcellino Felice Liberio, patricius del re degli Ostrogoti Teodorico il Grande, ed era imparentato con il poeta Ennodio, col quale scambiò delle lettere. Grazie all'influenza del padre ottenne di esercitare in tenera età il consolato: nel 507 ebbe infatti l'onore di essere console con l'imperatore Anastasio I come collega.
Sempre nel 507 ricevette il titolo onorifico di comes domesticorum vacans.